# حارة مقاهد (صنعاء همدان)

تعديل مصدري - تعديل

حارة مقاهد هي إحدى حارات حي علو ضلاع همدان بضواحي صنعاء مديرية همدان، بلغ تعداد سكانها 295 نسمة حسب تعداد اليمن لعام 2004.